# Konzularni tribuni
Kozularni tribuni ili vojni tribuni s konzulskom vlašću (lat. tribuni militum consulari potestate) bili su izvanredni magistrati s konzulskom vlašću koji su se birali u doba rane Rimske Republike, i to povremeno od 444. st. e., a zatim redovito svake godine od 408. do 394. st. e., i ponovno od 391. do 367. st. e.
Smatralo se da je uvođenje položaja konzulatnih tribuna 444. godine st. e. bilo povezano s borbom patricija i plebejaca. Prema analistima, ta je inovacija bila rezultat političkog kompromisa između pučkih tribuna, koji su zahtijevali da se plebejcima omogući da budu birani za konzule, i senata, koji je nastojao održati monopol patricija nad položajem konzula. Od 444. godine narod je trebalo da svake godine odluči hoće li izabrati dva patricijska konzula ili vojne tribune s konzulskom vlašću, koji su mogli biti patriciji ili plebejci. Popis konzula Rimske Republike za period od 444. do 367. godine st. e. pokazuje da su se vojni tribuni i konzuli smjenjivali. Konzuli su češće birani do 426. godine, a poslije rijetko. Isprva je bilo trojica vojnih tribuna, ali se 426. godine taj broj popeo na četiri, a 406. godine na šest. Vojni tribunat je ukinut i zamijenjen konzulatom 367. godine st. e., kada je, prema analističkoj tradiciji, plebejcima po zakonu Licinija i Sekstija (lex Licinia Sextia) dozvoljeno da se kandiduju za konzule.
Tit Livije ukazuje na to da je, prema nekim izvorima, dužnost vojnih tribuna bila uvedena zato što je Rim bio suočen s tri rata istodobno. Kako se danas smatra da plebejcima nikada nije ni bilo zabranjeno da budu birani za konzule, neki ispitivači misle da su razlog za uvođenje vojnog tribunata bile sve veće vojne i upravne potrebe rimske države; ovo gledište potvrđuju i drugi podaci. Počev od 447. godine birana su dva kvestora, koji su služili kao financijski pomoćnici konzula, a njihov se broj 421. godine popeo na četiri. Od 443. godine svakih pet godina birana su dva cenzora, koji su na dužnosti ostajali 18 mjeseci. Oni su sastavljali službene popise rimskih građana, procjenjivali vrijednost njihove imovine i upisivali ih u odgovarajuće tribe i centurije u okviru tributske i centurijatske skupštine. Povećanje broja vojnih tribuna poklopilo se s prva dva velika rata koje je Rim vodio: s ratom protiv Fidene i ratom protiv Veja. Zatim je 366. godine šest vojnih tribuna s neizdiferenciranim ovlaštenjima bilo zamijenjeno s pet magistrata koji su imali definirane dužnosti: dva konzula za vođenje rata, gradski pretor, koji je rješavao sporove među građanima, i dva kurulna edila s različitim dužnostima u gradu. Od 362. godine Rimljani su svake godine birali šest vojnih tribuna, koji su bili potčinjeni konzulima.